# 13 (зупинний пункт)
№ 13 — пасажирська зупинна залізнична платформа Лиманської дирекції Донецької залізниці.
Розташована поблизу міського сміттєзвалища на західній околиці м. Покровськ, Покровський район, Донецької області на лінії Покровськ — Чаплине між станціями Покровськ (7 км) та Удачна (9 км).
На платформі зупиняються приміські електропоїзди.

## Історія
Роз'їзд № 4 Войнове — історична назва блок-посту № 13. Згідно із даними «Вказівника пасажирських сполучень» на зиму 1894—1895 років, на перегоні Гришине (Покровськ) — Удачна вказано роз'їзд № 4. Роз'їзд знаходився неподалік від ґрунтовки з села Гришине в Новотроїцьке (Войнова). Називався по дублюючому найменуванню другого населеного пункту, — Войнове або Войнівський. Тоді по роз'їзду робив зупинку товаро-пасажирський поїзд Долинська — Харцизьк. Уже в 1894—1895 роках на ділянці Улянівка — Гришине Катерининської залізниці уклали другі колії, і роз'їзди, в тому числі Войнове, стали блок-постами. У 1897 році на Войнівському роз'їзді пасажирські потяги вже не зупинялися. Однак наприкінці XIX — на початку ХХ століття Войнове фігурувало в документах як потенційний пункт примикання рейкових і ґрунтових під'їзних шляхів шахт Сазонової балки (див.: Рудник Західно-Донецького товариства).